# Sayur Matinggi II Julu
Sayur Matinggi II Julu is een bestuurslaag in het regentschap Padang Lawas Utara van de provincie Noord-Sumatra, Indonesië. Sayur Matinggi II Julu telt 34 inwoners (volkstelling 2010).